# Jonathan Lindström (fotbollsspelare)
David Erik Jonathan Lindström, född 14 juli 1989, är en svensk fotbollsspelare som spelar för Skepplanda BTK. Hans yngre bror, Jakob Lindström, är även en fotbollsspelare.

## Karriär
Lindströms moderklubb är Ahlafors IF, som han lämnade 2005 för spel i Örgryte IS. Lindström flyttades upp i A-laget 2008. Den 25 oktober 2008 debuterade Lindström i Superettan i en 2–2-match mot IK Sirius, där han blev inbytt i den 66:e minuten mot Magnus Källander. Lindström gjorde allsvensk debut den 18 maj 2009 i en 1–0-förlust mot BK Häcken, där han blev inbytt i den 62:a minuten mot Markus Anderberg.
Inför säsongen 2013 återvände Lindström till moderklubben Ahlafors IF. Inför säsongen 2023 gick han till division 6-klubben Surte IS. Efter två säsonger i klubben gick Lindström inför säsongen 2023 till division 4-klubben Skepplanda BTK.

## Karriärstatistik
| Klubb              | Säsong             | Liga                            | Liga    | Liga | Svenska cupen | Svenska cupen | Totalt  | Totalt |
| Klubb              | Säsong             | Division                        | Matcher | Mål  | Matcher       | Mål           | Matcher | Mål    |
| ------------------ | ------------------ | ------------------------------- | ------- | ---- | ------------- | ------------- | ------- | ------ |
| Örgryte IS         | 2008               | Superettan                      | 1       | 0    | 0             | 0             | 1       | 0      |
| Örgryte IS         | 2009               | Allsvenskan                     | 1       | 0    | 0             | 0             | 1       | 0      |
| Örgryte IS         | 2010               | Superettan                      | 1       | 0    | 0             | 0             | 1       | 0      |
| Örgryte IS         | 2011               | Division 1 Södra                | 16      | 2    | 0             | 0             | 16      | 2      |
| Örgryte IS         | 2012               | Division 1 Södra                | 12      | 1    | 2             | 0             | 14      | 1      |
| Örgryte IS         | Totalt             | Totalt                          | 31      | 3    | 2             | 0             | 33      | 3      |
| Ahlafors IF        | 2013               | Division 3 Nordvästra Götaland  | 18      | 5    | 0             | 0             | 18      | 5      |
| Ahlafors IF        | 2014               | Division 3 Nordvästra Götaland  | 10      | 1    | 0             | 0             | 10      | 1      |
| Ahlafors IF        | 2015               | Division 3 Nordvästra Götaland  | 19      | 6    | 0             | 0             | 19      | 6      |
| Ahlafors IF        | 2016               | Division 3 Nordvästra Götaland  | 19      | 12   | 0             | 0             | 19      | 12     |
| Ahlafors IF        | 2017               | Division 3 Nordvästra Götaland  | 16      | 3    | 0             | 0             | 16      | 3      |
| Ahlafors IF        | 2018               | Division 3 Nordvästra Götaland  | 20      | 9    | 0             | 0             | 20      | 9      |
| Ahlafors IF        | 2019               | Division 3 Nordvästra Götaland  | 20      | 4    | 0             | 0             | 20      | 4      |
| Ahlafors IF        | 2020               | Division 2 Norra Götaland       | 12      | 0    | 0             | 0             | 12      | 0      |
| Ahlafors IF        | Totalt             | Totalt                          | 134     | 40   | 0             | 0             | 134     | 40     |
| Surte IS           | 2021               | Division 6B Göteborg            | 10      | 8    | 0             | 0             | 10      | 8      |
| Surte IS           | 2022               | Division 5A Göteborg            | 19      | 11   | 0             | 0             | 19      | 11     |
| Surte IS           | Totalt             | Totalt                          | 29      | 19   | 0             | 0             | 29      | 19     |
| Skepplanda BTK     | 2023               | Division 4 Västra Västergötland | 21      | 6    | 0             | 0             | 21      | 6      |
| Totalt i karriären | Totalt i karriären | Totalt i karriären              | 215     | 68   | 2             | 0             | 217     | 68     |